# Felix Anthony
Felix Anthony est un homme politique et syndicaliste fidjien.

## Biographie
Ses parents sont tous deux membres de la communauté indo-fidjienne, descendants de travailleurs indiens venus aux Fidji durant l'ère coloniale. Son père, Joseph Anthony, est secrétaire général du syndicat des ouvriers du bâtiment, et Felix Anthony s'engage lui aussi dans la voie syndicale. Il devient à terme secrétaire général du Syndicat des ouvriers généraux et de l'industrie sucrière, et secrétaire national du Congrès syndical fidjien (Fiji Trades Union Congress, FTUC), l'organisme national qui fédère les syndicats professionnels du pays. Lors des élections législatives de mai 2006, il est élu député travailliste de la circonscription de Vuda, dans la province de Ba, et siège sur les bancs de l'opposition,. Il ne siège que quelques mois, le Parlement étant dissous en décembre par un coup d'État militaire.
Sous le régime militaire, il est arrêté à plusieurs reprises, et accusé notamment de sédition, pour avoir manifesté en faveur des droits des travailleurs, et des droits de l'homme. Il est toutefois relâché sans être inculpé,. Il affirme avoir été passé à tabac par des soldats en 2011. Il devient un opposant de premier plan au régime militaire.
En avril 2014, ayant démissionné du poste de secrétaire national du FTUC, il est élu à la tête du Parti démocrate populaire — parti issu des syndicats, et dont il est cofondateur. Il avait quitté le Parti travailliste en 2012 après des désaccords répétés avec le dirigeant de ce dernier, Mahendra Chaudhry. Il mène le Parti démocrate pour les élections de septembre 2014, censées restaurer la démocratie,. Le Parti démocrate n'y remporte que 3,2 % des voix, et n'a aucun élu,. Felix Anthony démissionne alors de la direction du parti, qui disparaîtra en 2018.